# 訴說遊戲
Telltale Games是一家美国的游戏制作公司，擅长各种剧情类，同名改编游戏等；并常以章节的形式逐章发售游戏。代表作品包括：《行尸走肉》、《侦探故事》、《侏罗纪公园》和《权力的游戏》等。

## 历史

### 成立之初
Telltale Games由LucasArts前员工丹·康纳斯（Dan Connors）、凯文·布鲁纳（Kevin Bruner）、特洛伊·莫兰德（Troy Molander）创办，当时他们正在创作1993年游戏《妙探闖通關 大腳之謎》的续集《妙探闖通關：自由警探》，该开发工作最终于2004年3月3日撤销。公司早期的新闻稿公开回应称项目撤销是公司创立的主因。Telltale Games团队拥有大量集体创造LucasArts著名经典作品的经验。
在技术代理人艾拉·P·罗福肯的协助下，公司于加利福尼亚州圣拉斐尔创立。艾拉负责提供创业种子资金、天使投资收购和涉及《骨头》、《妙探闖通關》、GameTap、育碧等带动初始收入、市场营销和章回体核心游戏技术开发的交易。
2005年2月11日，公司发布首款游戏《德州扑克》，一款扑克牌游戏模拟器，目的主要是测试内部游戏引擎Telltale Tool。此后的两款游戏改编自杰夫·史密斯的《骨头》漫画丛书，但后来计划的章节被废弃。之后，他们为育碧开发了《犯罪现场调查：谋杀的三维》，尽管它由多个独立章节组成，但专门以单独包发售。这种模式也在后来的作品《犯罪现场调查：证据确凿》、《犯罪现场调查：致命意图》和《犯罪现场调查：致命阴谋》中沿用。
确保超级天使人马修·勒梅尔和天使投资集团成员等来自旧金山湾区的天使投资后，公司开始向卢卡斯艺电购买完成《萨姆与麦克斯：兼职警察》的权利，但被否决，后来向漫画作者史蒂夫·普赛尔成功谋取创建新游戏的权利。与公司以往的作品不同，《妙探闖通關：拯救世界》（与GameTap联合发布）是紧凑的每月日程表中系列首个发布的章节——这是游戏产业的里程碑。该系列大获成功，Telltale随后乘势制作系列的另外两季。自那时起，他们继续根据每月的流行认可度制作系列作品。Telltale后来创作的多个系列作品属大型喜剧题材，如改编自《超级无敌掌门狗》、《家有明星》的游戏。《猴岛传说》改编自卢卡斯艺电著名系列，是公司迄今为止最成功的系列之一，其部分原因是其开发者大多有创作卢卡斯艺电冒险游戏的历史。

### 试点方案
为了补充普通的章回体游戏，公司于2010年初创建试点方案探索单章游戏，寻找其他游戏玩法和叙事手法，并最终可能将其用在章节游戏。方案推行后的首款游戏《尼尔森·泰瑟斯：谜题侦探》与格雷厄姆·安娜贝勒合作，于2010年6月中旬发布。而以《萨姆与麦克斯》、《家有明星》和Valve的《军团要塞2》角色为主题的跨界扑克牌游戏《怪诞扑克夜》和网络漫画《便宜游乐场》，则于2010年晚些时候发布。公司后来在2011年继续推出《谜题侦探》续集《谜题侦探2》。此外在2013年，公司继续推出《扑克之夜》系列作品《扑克之夜2》。试点方案也被公司用来开发新的游戏玩法构思，然而把它们采纳到普通的章回体游戏中。《行尸走肉》作为试点方案作品启动，被内部称为“僵尸原型”。

### 发展与专营权收购
确立除了创作喜剧专营权作品的目标后，公司后来选择进一步创作戏剧专营权作品。2010年6月，公司宣布获得NBC环球开发两部章回体系列改变作品《回到未来》和《侏罗纪公园》的许可。2011年2月，带许可性质的进一步系列作品公布，包括与华纳兄弟互动娱乐合作开发的改编自漫画丛书《行尸走肉》和《成人童话》的系列作品，以及改编自雪乐山冒险游戏《国王密使》的系列作品。公司于2013年4月3日证实《国王密使》项目取消。
到2010年，公司证明获得成功，年收入达1000万美元，比上年多90%。这部分要归功于被高级营销副总裁史蒂夫·艾利森在2011年称为“迄今最成功的特许经营游戏”的《回到未来》系列。艾利森指出，对于大部分游戏，他们只需卖出10万份就能达到收支平衡，但最近他们发行的许多作品比这个数字要多两倍或以上。艾莉森估计《行尸走肉》系列的收益可能在2000万到3000万美元。公司预计凭借其他专营权作品，工作室及其收入将以类似的速度继续增长。他们宣布计划将工作室员工从90名扩展到140名。
2011年4月，公司宣布另一部获得许可的章回体系列游戏，该作品改编自后来改编成多部《法律与秩序》戏剧的《法律与秩序：洛杉矶》。
2012年，公司凭借《行尸走肉》获得迄今最大的成功，游戏在20天内售出100万份，荣登Xbox Live、PlayStation Network和Steam销售榜榜首。鉴于游戏首季的成功，公司于2012年7月宣布制作续集。2013年春，《行尸走肉》售出850万份后，公司总部搬迁，员工从125人扩展至160人。
公司后来又宣布了两部系列游戏，一部是改编自变速箱软件《无主之地》系列的《无主之地传说》，另一部改编自HBO同名电视剧的《权力的游戏》，后者是2013年Spike VGX电子游戏奖计划。《无主之地传说》的构思出自2012年Spike电子游戏奖期间公司与变速箱软件间的同桌讨论，当时变速箱提到了《无主之地》系列中的剧情和独一无二的角色。事后，公司与变速箱讨论游戏概念，变速箱倾向于欢迎该项目。《权力的游戏》游戏则在关于其他能做游戏的流行特许经营权作品的公司内部讨论中诞生，大部分人支持《权力的游戏》，认为它在感情上与《行尸走肉》游戏相当。他们与HBO讨论概念，经过一年的谈判获得许可。
2014年12月，公司与Mojang公布独立于《當個創世神》的章回体作品，将于2015年分章发布的《當個創世神故事模式》。该作品由公司开发，但将采用《當個創世神》社群输入，以便塑造剧情，这样不会为原版修复任何内容。作品受到公司开发者中的《當個創世神》玩家的启发，还有来自于发布围绕游戏开发的叙事性内容的意识。与公司讨论前夕，Mojang被微软收购，尽管公司与微软现有的合作关系让开发工作在没有后顾之忧的条件下继续。巴顿·奥斯瓦尔特将为游戏配音。
2015年2月，狮门娱乐宣布投资公司以制作大量“超级节目”——一个混合电视和电子游戏元素的互动作品，可能通过非传统媒介分销，如流媒体服务。首个“超级节目”计划是公司是一直在开发的一部被认为能够利用这种模式的优势的作品。除此之外，公司宣布狮门公司首席执行官Jon Feltheimer和联合技术CEO约翰·里奇蒂耶洛（John Riccitiello）加入公司董事会。公司宣布与漫威娱乐于2017年开发至少一部改编自漫威漫画的作品。
2016年6月，公司发行了由The Fun Pimps开发的《七日杀》的PlayStation 4和Xbox One版本。两个月后，公司又发布了由Night School Studio开发的《Mr. Robot:1.51exfiltrati0n》。

### 宣告破产
2018年9月21日，总裁彼得·黑利（Pete Hawley）宣布公司正在“大规模关闭工作室”，大约90%员工（约225到250名）遭遇裁员。不过，约25人的核心团队会维持运作，“履行公司对董事会及合作伙伴的义务”，包括完成Netflix的《當個創世神故事模式》互动媒体计划。丹·康纳斯（Dan Conners）表示，公司准备在最后一个投资方撤出时，关闭新一轮融资。高管层已经决定在没有投资的情形下尽快终止所有制作。尽管康纳斯没有指明那一个投资方会撤出，《综艺》猜测这或许是狮门影业。据悉，狮门影业在上周还和Telltale的董事会见面，商讨将Telltale的投资资金撤回给核心电影业务。该杂志还报道称，《行尸走肉》电视剧的版权方AMC电视网和韩国手机游戏发行商SmileGate都想投资Telltale，但在Telltale宣布关闭前一天，双方都已撤销计划。和Telltale联合打造《行尸走肉》游戏的Skybound Interactive主席丹·穆雷（Dan Murray）表示：“我们深谙Telltale正面临着一些挑战，但消息来得太突然，所有人都措手不及”。不愿透露姓名的Telltale职员告诉《The Verge》，他们知道公司已经深受财务问题困扰数月，和Netflix交易是管理层用来诱惑投机投资者的手段，如今交易的新闻外泄，公司受到进一步打击。
遭遇裁撤的员工纷纷表示事先没有受到警告，公司宣布决定还不到半个小时就被赶出办公室，没有遣散费，医保福利时长不多。9月24日，前职员获准回到办公室收拾个人财物。突然宣布倒闭，加上员工被裁后缺乏保障，使得一众游戏开发商重新讨论结成工会的必要性。游戏公会（Game Workers Unite）草根运动表示，Telltale雇员的待遇“剥削性”。2018年9月24日，前雇员维尔涅·罗伯茨（Vernie Roberts）代表Telltale的275名全体员工对公司发起集体诉讼，指控Telltale违反《1988年劳工调整及再培训通知法案》。而加利福尼亚州的要求更加严苛，要求大规模裁员行动至少提前60天通知。
Telltale尚未正式回应《我们身边的狼：第二季》、《权力的游戏：第二季》和未定名《怪奇物语》项目等正在开发中游戏的状态，不过下岗员工声称开发这些游戏的团队已经解散。9月24日，Netflix宣布“正在评估《怪奇物语》互动媒体化的其他选项”，同时宣布《我的世界：故事模式》计划如期进行。
9月25日，Telltale如期发布《行尸走肉：最终季》第二章，同时表示“多位潜在合作伙伴”联系他们，想协助完成剩下两个章节。然而，部分玩家对这一决定并不满意，其中克罗伊·巴尔罗建议Telltale应该资助被裁撤的开发者完成游戏。两位匿名消息人士向《Kotaku》的伊桑·加赫（Ethan Gach）澄清，公司想说服潜在开发合作伙伴雇佣Telltale裁撤的员工，好让他们远程完成游戏剩下两章。在2018纽约漫展上，《行尸走肉》漫画作者羅伯特·柯克曼表示他的制作公司Skybound Entertainment已经和Telltale达成共识，由他们的子公司Skybound Games和Telltale开发团队原班人马完成游戏最后两章。
2018年10月4日，剧情设计蕾切尔·诺埃尔（Rachel Noel）表示，她团队中核心成员也被裁撤，公司剩下的人“不多”。2018年11月14日，Telltale正式申请破产，同时从各大平台上下架所有产品。

### 重新营业
2019年8月， LCG娱乐宣布已经收购了Telltale Game的标识等产权，新的游戏工作室将在美国加州的马里布重新营业，并将在科特马德拉开设一家卫星工作室。由于此前开发的《行尸走肉》等作品的版权被收回，新工作室可能需要转向开发新的作品。

## 开发模式
公司自称专注于章节游戏的开发商。许多评论家认为公司是唯一一家做好章节游戏的公司。公司还得到众多电影公司等制作商的赏识，受邀开发搭配游戏的电影，摆脱“看电影和玩游戏不可兼得”的固有模式。公司指出与电影公司和编剧合作能创造出致敬原版电影和特许权作品的强大体验。
尽管主营开发，公司还重视其自行发布游戏的能力，唯一能与其经典的开发商-发布商关系的作品是育碧的《犯罪现场调查》游戏。公司已与GameTap达成《萨姆与麦克斯》重制版前两季的财政安排，但其余的发行安排在游戏完工并透过数字渠道发售后作出。
公司的目标是尽可能地在众多平台和数字发行渠道中出现。迄今为止，他们已透过GameTap、除了自营网络商店外的Microsoft Windows和OS X版的Steam及类似的服务、Xbox 360平台的Xbox Live Arcade和光碟、PlayStation 3的PlayStation Network和光碟，iPhone和iPad的iTunes、PlayStation Vita和Kindle Fire HDX发布作品。尽管公司经常把他们自己的游戏接入其他系统，但《犯罪现场调查：谋杀的三维》却被育碧保加利亚工作室移植到PlayStation 2，《骨头：走出骨头乡》被Vanbrio移植到Mac OS。2013年的PlayStation会议上，公司被索尼证实是PlayStation 4第三方支持提供商之一。
2015年1月，丹·康纳斯卸任首席执行官，联合创办人凯文·布鲁纳接替其职位。康纳斯指出伴随着公司的持续发展，他们开始经历一些成长中的痛苦，布鲁纳接任首席执行官能更好地引领公司为未来更大的扩展寻找进一步的机会。康纳斯保留公司董事会职位，并担任创意顾问。布鲁纳表示，作为变化的一部分，除了继续创作获许游戏，公司目前正在开发基于自主知识产权的作品。
公司的游戏据报面临着漏洞和不寻常程度的技术缺陷，这可能会阻碍玩家在游戏中取得进展。Kotaku2015年的一篇文章指出，“他们的游戏可能在许多方面来说很精彩，但也伴随着玩家对广泛的漏洞和故障感到愤怒的暗流”，并总结称公司的技术支持论坛“描绘出发行商不断发行越野车级甚至是直接破碎的游戏的众生相”，而不用资源来修复甚至解决大部分的问题。